# Новосибирский государственный аграрный университет
Новосибирский государственный аграрный университет — высшее учебное заведение Новосибирска. Крупный научно-образовательный центр двух областей Западной Сибири: Новосибирской, Томской. За годы работы университетом было подготовлено более 55 000 специалистов для предприятий АПК.

## История

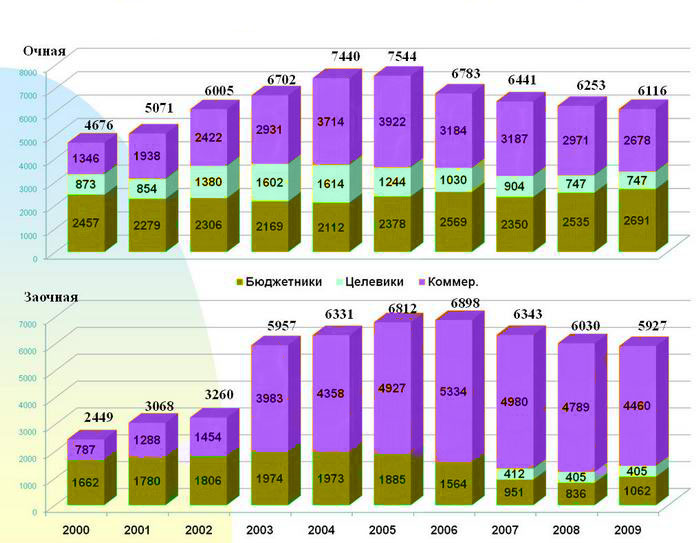
Сведения о контингенте студентов НГАУ

11 сентября 1936 года Новосибирский сельскохозяйственный институт открылся для первых студентов. За год до этого, 14 ноября 1935 года, был подписан приказ наркома земледелия СССР, согласно которому в Новосибирске должен был быть организован сельскохозяйственный институт с двумя факультетами: агрономическим и зоотехническим.
К началу занятий был подобран преподавательский состав: профессора, доценты, ассистенты, организовано шесть кафедр. В 1941 году состоялся первый выпуск специалистов: 45 агрономов и 34 зоотехника. В 1944 году, несмотря на все сложности военного времени, открывается факультет механизации, а в 1945 году — заочное отделение, которое через девять лет будет преобразовано в факультет заочного образования и в 1992 году вместе с факультетом повышения квалификации станет институтом заочного образования и повышения квалификации. 1960 год ознаменовался открытием экономического факультета, а в 1962 году от агрономического факультета отделился первый за Уралом факультет защиты растений. В 1979 году начата подготовка ветеринарных врачей.
В 1982 году в Кемерово открывается первый филиал, который позднее будет преобразован в Кемеровский сельскохозяйственный институт, а в 2002 году получит статус самостоятельного вуза. В 1990-х годах в Томске появляется ещё один филиал — ныне Томский сельскохозяйственный институт, в 2004 году — Северный филиал в городе Колпашево Томской области (закрыт).
В 1991 году институт прошёл государственную аттестацию и получил статус университета. В его составе появляются юридический факультет и факультет государственного и муниципального управления.
Начинают формироваться международные связи, что приводит к организации международного отдела, который продолжает активно развиваться и совершенствоваться. В том же 1991 году в структуре университета создаётся научно-исследовательский институт ветеринарной генетики и селекции. В 1996 году был создан НИИ животноводства, в 2003 — НИИ защиты растений.

## Научная деятельность
Создание защитных средств растений на основе яда пауков (совместно с Институтом биоорганической химии РАН).

## Факультеты и институты
- Институт фундаментальных и прикладных агробиотехнологий
- Институт экологической и пищевой биотехнологии
- Инженерный институт
- Институт ветеринарной медицины и биотехнологии
- Факультет экономики и управления
- Юридический факультет
- Институт заочного образования
- Повышения квалификации
- Факультет среднего профессионального образования НГАУ
- Сельскохозяйственный техникум «Куйбышевский»
- Институт дополнительного профессионального образования

## Ректоры
- 1936—1937: Борис Яковлевич Гринберг[2]
- 1938—1939: Павел Николаевич Прутовых
- 1939—1942: Николай Иванович Жуковский
- 1942—1945: Тимофей Леонтьевич Басюк
- 1946—1953: Григорий Яковлевич Звонкович
- 1953—1954: Николай Павлович Смирнов
- 1955—1956: Иван Матвеевич Леонов
- 1956—1960: Александр Иванович Овсянников
- 1961—1966: Захар Дмитриевич Красиков
- 1966—1987: Иван Иванович Гудилин
- 1987—2008: Анатолий Фёдорович Кондратов
- с 2013-2020: Александр Сергеевич Денисов
- с 2020: врио ректора Евгений Владимирович Рудой

Также непродолжительное время вуз возглавляли:
- Е. В. Федин
- А. М. Лукьянов
- И. В. Бородин
- В. Т. Орлов
- А. М. Кузьмищев